# José Luis Sánchez Bravo
José Luis Sánchez-Bravo Solla (Vigo, 1954 - 1975), miembro del Frente Revolucionario Antifascista y Patriota (FRAP), antifranquista, al que se le aplicó la pena de muerte. Murió ejecutado, mediante fusilamiento, el 27 de septiembre de 1975 en Hoyo de Manzanares, Madrid.
Ese mismo día fueron ejecutados, además de José Luis Sánchez Bravo, los militantes del  (FRAP), José Humberto Baena Alonso y Ramón García Sanz, y los militantes de ETA Juan Paredes Manot (Txiki) y Ángel Otaegui. Estas fueron las últimas ejecuciones del régimen franquista, poco antes de la muerte del dictador. Estas muertes levantaron una ola de protestas y condenas contra el gobierno de España dentro y fuera del país, tanto a nivel oficial como popular. Residente en Madrid, estudiaba Física y militaba también en la Oposición Sindical Obrera. Conoció en un restaurante de Cuatro Caminos, de manera casual, al soldador Ramón García Sanz, como cuenta Pedro J. Ramírez en El año en que murió Franco (1985).

## La ejecución
En septiembre de 1975 se dictaron once penas de muerte. El Consejo de Ministros del viernes 26 de septiembre indulta seis de las penas de muerte y deniega el indulto de otras cinco, entre ellas la de José Luis Sánchez-Bravo Solla por la implicación en el atentado que costó la vida al teniente de la Guardia Civil Antonio Pose Rodríguez el 16 de agosto de 1975 en un acto de terrorismo. Hay varias protestas de abogados en el Colegio de Abogados de Barcelona y se realizan gestiones con la Santa Sede.
En Barcelona fue ejecutado Juan Paredes Manot, Txiqui, de 21 años, y en Burgos, Ángel Otaegui, de 33. Ambos, pertenecientes a ETA. En Hoyo de Manzanares (Madrid), José Luis Sánchez Bravo, de 22 años, Ramón García Sanz, de 27, y José Humberto Baena Alonso, de 24, miembros del Frente Revolucionario Antifascista y Patriota (FRAP).
En Hoyo de Manzanares los fusilamientos los hicieron tres pelotones compuestos cada uno por diez guardias civiles o policías, un sargento y un teniente, todos voluntarios. A las 9.10, los policías fusilaron a Ramón García Sanz. A los 20 minutos, a José Luis Sánchez Bravo y poco después a Humberto Baena. A las 10.05 todo había concluido. No pudo asistir ningún familiar de los condenados, pese a ser "ejecución pública", según marcaba la ley.
Los cadáveres de los tres miembros del FRAP fueron enterrados la misma mañana de su ejecución en Hoyo de Manzanares. Los restos de Sánchez Bravo serían trasladados posteriormente a Murcia y los de Ramón García Sanz al cementerio civil de Madrid. Los de José Humberto Baena fueron trasladados a Vigo ocho días después, para evitar las manifestaciones y la posibilidad de que hubiese más muertes.

## Reclamaciones legales
Su esposa, Silvia Carretero, tenía 21 años y estaba embarazada cuando fue detenida y torturada por la Guardia Civil en Badajoz por su militancia en la Federación Universitaria Democrática Española (FUDE), la sección universitaria del Frente Revolucionario Antifascista y Patriota (FRAP).
Fue ingresada en la cárcel de Yeserías de Madrid sin juicio, hasta que, gracias un informe médico y debido a su embarazo, quedó en libertad provisional. Carretero se refugió en París, donde tuvo una hija. No regresó a España hasta 1976. Treinta y cinco años después, decide denunciar el caso de Sánchez Bravo y el suyo propio para exigir que se declare ilegal al tribunal que condenó a muerte a su marido. La demanda había sido desestimada anteriormente.